# Rolf Dobelli
Rolf Dobelli (15 de julio de 1966) nació en Lucerna, Suiza,  es un autor y empresario suizo.

## Biografía
Dobelli estudió filosofía y administración de empresas en la Universidad de St. Gallen donde se doctoró en "Deconstrucción del discurso económico" en 1995. Luego pasó a trabajar como director financiero y director general en varias filiales de Swissair. En 1999 cofundó "getAbstract".
Entre 2001 y 2009, Dobelli presentó un programa semanal de televisión llamado "Seitenweise Wirtschaft" para la empresa suiza de medios y periódicos NZZ. También escribió una columna semanal titulada "El arte de pensar con claridad." 
Dobelli fundó World.minds en 2008 para crear un puente entre las comunidades científica, empresarial y cultural. Entre los ponentes se encontraba: Nassim Taleb,  Gerhard Schröder, FW de Klerk y Matt Ridley. En marzo de 2022, el grupo de medios Axel Springer se hizo cargo de la mayoría de World.minds para ampliar su cartera de negocios comunitarios. 
En 2011, Dobelli dejó getAbstract para centrarse plenamente en la escritura. Su creciente insatisfacción con el mundo empresarial ya se reflejó en su novela de 2003, titulada "35 - A Midlife Story". Posteriormente, publicó el libro de 2004 "¿Y tú qué te haces para ganarte la vida?" y su libro de 2007 "¿Quién soy yo? 777 preguntas indiscretas".

## "Evita el consumo de noticias"
Dobelli, que se ve a sí mismo como un estoico moderno, aconseja a sus lectores que "eviten el consumo de noticias".   Cita "quince razones para evitar noticias" en una publicación del blog de 2013.  Es el tema de un libro en inglés titulado "Stop Reading the News: How to cope with the information overload and think more clearly". Los escritos de Dobelli son a veces controvertidos. La columnista del diario The Guardian, Madeleine Bunting, ha llegado incluso a acusar sus ideas sobre las noticias de ser "peligrosas".  En 2020, Rolf Dobelli afirmó en un programa de televisión en China que "las noticias son una enfermedad para el cerebro". Además, explicó: "Hace una década tomé la decisión de vivir completamente sin noticias: nada de periódicos, ni portales de noticias online, ni televisión, ni radio. Ha sido una experiencia muy gratificante para mí. He ganado una cantidad significativa de tiempo, mi concentración ha mejorado... y siento menos ansiedad.". En el 2020, en una conversación con Rob Wijnberg Dobelli dijo: "Las noticias se centran principalmente en eventos excepcionales. No te ayudan fundamentalmente a entender el mundo. Y te hacen cínico y ansioso". 

## Libros y recepción
En 2003, Diogenes Verlag (Suiza) publicó su primera novela, Fünfunddreissig ("Treinta y cinco"), seguida de Und was machen Sie beruflich? ("¿Y qué haces para ganarte la vida?") en 2004, Himmelreich (Los cielos) en 2006, Wer bin ich? ("¿Quién soy yo?") y Turbulenzen ("Turbulencia") en 2007 y Massimo Marini en 2010. Los principales temas de las novelas de Dobelli son el significado del éxito y el papel del azar en los negocios y en la vida.
Dobelli es el autor del libro El arte de pensar con claridad, publicado originalmente por Carl Hanser Verlag en 2011, que fue un éxito instantáneo, entrando en la lista de los best seller de Der Spiegel de Alemania como número 1. Fue el libro de no ficción más vendido en Alemania y Suiza en 2012.  Fue traducido al inglés en 2013 por Nicky Griffin y llegó a las diez mejores listas de ventas en Reino Unido,   Corea del Sur, India,  Irlanda,  Hong Kong y Singapur.  En 2019, el antiguo jefe de Estado Mayor de la fuerza aérea estadounidense Ronald Fogleman añadió el libro al programa de lectura obligatoria de CSAF.  Dobelli presentó su nuevo libro, "The Art of the Good Life", en un evento de revisión empresarial de la London School of Economics (LSE) en octubre de 2017. 
En 2020, Dobelli publicó *Stop Reading the News: A Manifesto for a Happier, Calmer, and Wiser Life*. Ya en 2012, había compartido un ensayo sobre el tema en su sitio web personal, del cual informó The Guardian en 2013.  Martin Newman, haciendo una reseña del libro para Financial Review, escribió: "'Stop Reading the News' explora la explosión de noticias basadas en la opinión, la elevación de la mediocridad sobre la sustancia (como por ejemplo, los Kardashians), y cómo las noticias crean la ilusión de empatía. Las notícias pueden elevar los niveles de estrés y crea una mentalidad que refuerza la negatividad". En noviembre de 2020, cuando le preguntaron cómo enfrentar la pandemia de Covid, Dobelli respondió de manera simple: "Las opiniones son como las narices: todos tienen una. Dejemos de quejarnos." 

### Crítica
En 2013, Nassim Nicholas Taleb publicó una pieza en su sitio web en la que acusaba a Dobelli de plagio.   Este comentario se publicó simultáneamente con una serie de ataques personales.  Éste y otros ataques personales han llevado a los comentaristas a cuestionar la motivación que había detrás de Taleb.  Más tarde, Christopher Chabris también publicó lo que dijo que era un ejemplo en el libro de Dobelli que se hace referencia pero que no tiene comillas.  Aunque Dobelli nunca afirmó que las ideas eran originales suyas, reconoció el error y actualizó las ediciones posteriores.  Claudius Seidl, el editor cultural del Frankfurter Allgemeine Zeitung, ha discutido las afirmaciones de plagio para comentar: "Ninguna frase sugiere que Dobelli lo haya inventado todo él mismo; por el contrario, a veces resulta casi un poco cansado ver cómo Dobelli se refiere repetidamente a la autoridad académica de las personas que le dieron las ideas". 

### Libros
- Dobelli, Rolf. El arte de actuar. España, Penguin Random House Grupo Editorial España, 2016.
- Dobelli, Rolf. El arte de pensar: 52 errores de lógica que es mejor dejar que cometan otros. Espanya, Penguin Random House Grupo Editorial España, 2016.
- Dobelli, Rolf. El arte de la buena vida. México: Paidos México, 2018.
- Dobelli, Rolf. Stop Reading the News: A Manifesto for a Happier, Calmer and Wiser Life. Regne Unit, Hodder & Stoughton, 2020.

## Miembros
- Edge Foundation , Inc. [29]
- PEN Internacional
- Real Sociedad de las Artes

## Literatura
- Rolf Dobelli, en el Archivo Munzinger
- Entrada sobre Rolf Dobelli en la enciclopedia de la Asociación de Autores Suizos